# Bulbulus byrrhiformis
Bulbulus byrrhiformis là một loài bọ cánh cứng trong họ Tenebrionidae. Loài này được Fairmaire miêu tả khoa học năm 1892.